# バッド・バディ! 私と彼の暗殺デート
『バッド・バディ! 私と彼の暗殺デート』（原題: Mr. Right）は、2015年制作のアメリカ合衆国の映画。
ヒットマンと失恋女子との恋愛とアクションを融合させたコメディ映画。

## あらすじ
マーサは好きになるのがダメ男ばかりで、しかも失恋を繰り返す恋愛の下手な女子だった。
ある日、そんな彼女の前にフランシスという理想的な男性が現れる。しかし、彼の正体はコードネーム“ミスター・ライト”と呼ばれる伝説のヒットマンであった。だが、彼は人殺しが許せず、依頼人を殺してしまうという変わった一面を持っていた。
2人は急速に惹かれあっていくが、フランシスは世界中の殺し屋から命を狙われている身であった。それでも彼を愛しているマーサは行動を共にするうち、これまで自分が気づくことのなかった殺し屋の素質に目覚めていく。

## キャスト
※括弧内は日本語吹替
- ミスター・ライト / フランシス - サム・ロックウェル（家中宏）
- マーサ - アナ・ケンドリック（樋口あかり）
- ホッパー - ティム・ロス（木下浩之）
- ボン・カーティガン - ジェームズ・ランソン（内田岳志）
- リチャード・カーティガン - アンソン・マウント（宮本克哉）
- ジョニー・ムーン - マイケル・エクランド（金谷ヒデユキ）
- ショットガン・スティーブ - RZA（黒澤剛史）
- ソフィ - ケイティ・ネイラ
- ジュニア - ウェンディ・マッコム (望田ひまり)